# Amphipyra tragopoginis
Amphipyra tragopoginis és una espècie de lepidòpter ditrisi de la família dels noctúids (Noctuidae). És una espècie molt estesa amb una distribució holàrtica.

## Característiques
Té una envergadura de 32-40 mm. Les ales anteriors són d'un color marró fosc uniforme amb tres punts negres distribuïts com un triangle. Les ales posteriors són semblants, més fosques cap als marges.

## Història natural
L'espècie té tendència a caminar amb les potes quan són molestades en comptes d'arrencar a volar. Malgrat això, pot volar vigorosament i són atretes pels focus de llum, sucre i per les flors riques en nèctar. Els adults es mostren actius des de juliol fins a setembre. L'època de vol es refereix a les Illes Britàniques. Això pot variar en altres parts dels seus hàbitat.
La larva és verda amb línies blanques, i s'alimenta d'una àmplia varietat de plantes. L'espècie hibernen com un ou. Les larves s'alimenten dels següents gèneres vegetals:
- Aconitum
- Anthriscus
- Apocynum
- Aquilegia - colombina
- Artemisia
- Campanula
- Cercis
- Crataegus - arç blanc
- Epilobium -
- Foeniculum - fenoll
- Fragaria - maduixa
- Galium
- Geranium
- Ligusticum
- Linaria - Lli
- Melampyrum
- Mimulus - flor-mico
- Nicotiana - tabac
- Petroselinum - julivert
- Plantago - plantatge
- Populus - pollancre
- Prunus
- Quercus - roure
- Ribes
- Rosa - rosa
- Rubus - esbarzer
- Rumex
- Salix - salze
- Sanguisorba
- Urtica - ortiga
- Vitis - vinya